# Vladimir Dudintsev
Vladimir Dudintsev född den 29 juli 1918 i Kupjansk, Ukrainska folkrepubliken, död den 23 juli 1998 i Moskva, var en sovjetisk författare.
Dudintsev studerade juridik, sårades i andra världskriget 1942. Därefter arbetade han i en krigstribunal i Sibirien. 1946-1951 var han korrespondent för Komsomolskaja Pravda. Han debuterade 1952.
Hans roman Icke av bröd allenast (1956, svensk översättning 1957) markerade upptakten för en ny och i någon mån oppositionell riktning inom Sovjetunionens litteratur. Boken, som var kritisk mot byråkratin och delar av kommunistpartiets ideologi, väckte en våldsam debatt och bannlystes av regimen. Den har dock tryckts i flera länder utanför Sovjetunion.